# Andrzej Franaszek
Andrzej Franaszek, né le 28 avril 1971  à Cracovie est un critique littéraire polonais, membre du comité de rédaction de Tygodnik Powszechny, collaborateur de la radio polonaise et de TVP Kultura. Il est membre du jury de plusieurs prix littéraires et est lui-même l'auteur de plusieurs ouvrages et de documentaires pour la télévision.

## Biographie
Andrzej Franaszek est diplômé de lettres polonaises (pl) de l'université Jagellonne de Cracovie et auteur d'une thèse de doctorat ès-lettres soutenue en 2011 sur « les catégories négatives dans la littérature polonaise après 1989. Reconnaissance ». Il est maître de conférences à la faculté des lettres de l'université de pédagogie de Cracovie et travaille pour la Fundation Zbigniew Herbert (où il s'occupe notamment du Prix littéraire portant ce nom). Il est membre du PEN Club polonais et a été membre du jury du prix Nike.
Il est l'auteur de chroniques littéraires dans la presse écrite et dans des émissions de médias audiovisuels : TVP Kultura (“Czytelnia”, “Czytanie to awantura”, “Sztuka czytania”) et le second programme de Polskie Radio (“Życie na miarę literatury”, “Dwukropek”).
Il a publié notamment sur des poètes contemporains comme Zbigniew Herbert, Czesław Miłosz, Aleksander Fiut (pl).

## Publications
- Ciemne źródło. O twórczości Zbigniewa Herberta, Puls, Londres 1998; 2e édition Wydawnictwo Znak, Cracovie 2008
- Przepustka z piekła. 44 szkice o literaturze i przygodach duszy, Wydawnictwo Znak, Cracovie 2010
- Miłosz. Biografia, Wydawnictwo Znak, Cracovie 2011

## Scénarios
- Zwyczajna dobroć. O Jerzym Turowiczu (1998), réalisation Maria Zmarz-Koczanowicz
- Czarodziejska góra. Amerykański portret Czesława Miłosza (2000), réalisation Maria Zmarz-Koczanowicz
- Pokolenie ‘89 (2002), réalisation Maria Zmarz-Koczanowicz
- Profesor. O Leszku Kołakowskim (2005), réalisation Maria Zmarz-Koczanowicz
- Miłosz (2013)

## Distinctions
- 1999 – Nommé pour le Prix Nike
- 2011 – Prix du livre de Cracovie pour Miłosz. Biografia (Wydawnictwo Znak, Cracovie
- 2011 – Prix littéraire de la fondation Kościelski
- 2012 – Finaliste du Prix Nike et prix des lecteurs de Gazeta Wyborcza pour Miłosz. Biografia
- 2013 – Prix Kazimierz-Wyka
- 2013 – Prix du ministère de la Culture et du Patrimoine